# 192 a. C.
El año 192 a. C. fue un año del calendario romano prejuliano. En el Imperio romano, fue conocido como el año 562 Ab Urbe condita.

## Acontecimientos
- Anexión de Esparta por la Liga Aquea.
- Hispania Romana: Se prorroga la pretura de C. Flaminio y M. Fulvio Nobilior. Campaña en la Oretania. Toletum atacada.
- Comienza la guerra contra Antíoco III de Siria.

- Datos: Q46294